# Liste de sondages sur les élections belges de 2029
Cette page dresse la liste de sondages d'opinion sur les élections européennes, fédérales, et régionales belges de 2029.

## Élections fédérales
Cette section inclut des sondages d'opinion qui ne concernent pas explicitement les élections fédérales étant donné qu'elles auront théoriquement lieu le même jour que les élections européennes et régionales.

### Wallonie
| Date                                         | Sondeur                      | Source                                    | Échantillon                  | MR      | PS      | Les Engagés | PTB     | Ecolo  | DéFI   | Autres | Écart  |
| -------------------------------------------- | ---------------------------- | ----------------------------------------- | ---------------------------- | ------- | ------- | ----------- | ------- | ------ | ------ | ------ | ------ |
| Date                                         | Sondeur                      | Source                                    | Échantillon                  |         |         |             |         |        |        | Autres | Écart  |
| 27 mai-3 juin 2025                           | Ipsos                        | Le Soir, RTL TVI, Het Laatste Nieuws, VTM | 1 000                        | 24,0 %  | 25,5 %  | 19,2 %      | 16,8 %  | 8,6 %  | 3,2 %  | 2,7 %  | 1,5 %  |
| 23 mai 2025                                  | ULB, UAntwerpen              | VRT, de Standaard, RTBF                   | 2064                         | 22,8 %  | 24,0 %  | 20,3 %      | 17,1 %  | 7.1 %  | NC     | 8,7 %  | 1,2 %  |
| Le parti lib.res est fondé le 24 avril 2025. |                              |                                           |                              |         |         |             |         |        |        |        |        |
| 4-11 mars 2025                               | Ipsos                        | Le Soir, RTL TVI, Het Laatste Nieuws, VTM | 1 000                        | 24,8 %  | 25,8 %  | 18,5 %      | 17,4 %  | 7,8 %  | NC     | 5,7 %  | 1,0 %  |
| 18-21 novembre 2024                          | Ipsos                        | Le Soir, RTL TVI, Het Laatste Nieuws, VTM | 1 000                        | 27,4 %  | 24,6 %  | 20,6 %      | 12,9 %  | 8,1 %  | NC     | 6,4 %  | 2,8 %  |
| 11-17 septembre 2024                         | Ipsos                        | Le Soir, RTL TVI, Het Laatste Nieuws, VTM | 1 000                        | 26,6 %  | 21,7 %  | 22,6 %      | 13,1 %  | 8,1 %  | NC     | 7,9 %  | 4,0 %  |
| 9 juin 2024                                  | Élections fédérales de 2024  | Élections fédérales de 2024               | Élections fédérales de 2024  | 28,21 % | 21,98 % | 20,01 %     | 11,64 % | 6,89 % | 2,36 % | 8,91 % | 6,23 % |
| 9 juin 2024                                  | Élections régionales de 2024 | Élections régionales de 2024              | Élections régionales de 2024 | 29,58 % | 23,20 % | 20,65 %     | 12,09 % | 6,97 % | 2,69 % | 4,82 % | 6,38 % |

### Bruxelles-Capitale
| Date                                         | Sondeur                       | Source                                     | Échantillon                   | MR      | PS      | PTB     | Ecolo   | Les Engagés | DéFI   | Groen | TFA    | N-VA   | Open Vld | VB     | Vooruit | PVDA  | CD&V  | Autres | Écart  |
| -------------------------------------------- | ----------------------------- | ------------------------------------------ | ----------------------------- | ------- | ------- | ------- | ------- | ----------- | ------ | ----- | ------ | ------ | -------- | ------ | ------- | ----- | ----- | ------ | ------ |
| Date                                         | Sondeur                       | Source                                     | Échantillon                   |         |         |         |         |             |        |       |        |        |          |        |         |       |       | Autres | Écart  |
| 27 mai-3 juin 2025                           | Ipsos                         | Le Soir, RTL TVI, Het Laatste Nieuws, VTM, | 600                           | 21,4 %  | 21,7 %  | 17,4 %  | 7,4 %   | 9,2 %       | 3,2 %  | 2,4 % | 2,5 %  | NC     | 1,7 %    | NC     | 2,1 %   | 1,3 % | 0,5 % | 9,2 %  | 0,3 %  |
| 23 mai 2025                                  | ULB, UAntwerpen               | VRT, de Standaard, RTBF                    | 1542                          | 21,4 %  | 17,8 %  | 19,0 %  | 8,3 %   | 9,1 %       | 4,3 %  | 3,7 % | NC     | 4,4 %  | 1,5 %    | 2,6 %  | 1,9 %   | NC    | 2,1 % | 4,0 %  | 2,4 %  |
| Le parti lib.res est fondé le 24 avril 2025. |                               |                                            |                               |         |         |         |         |             |        |       |        |        |          |        |         |       |       |        |        |
| 4-11 mars 2025                               | Ipsos                         | Le Soir, RTL TVI, Het Laatste Nieuws, VTM, | 600                           | 21,8 %  | 20,1 %  | 17,1 %  | 9,0 %   | 9,7 %       | 6,9 %  | 1,6 % | 1,3 %  | NC     | 1,3 %    | NC     | 1,4 %   | 1,1 % | 0,5 % | 8,2 %  | 1,7 %  |
| 18-21 novembre 2024                          | Ipsos                         | Le Soir, RTL TVI, Het Laatste Nieuws, VTM, | 591                           | 20,0 %  | 20,2 %  | 19,7 %  | 11,2 %  | 6,5 %       | 5,7 %  | 2,3 % | 2,5 %  | 3,2 %  | 0,7 %    | 1,6 %  | 2,9 %   | 1,2 % | 0,8 % | 1,5 %  | 0,2 %  |
| 11-17 septembre 2024                         | Ipsos                         | Le Soir, RTL TVI, Het Laatste Nieuws, VTM, | 600                           | 22,6 %  | 20,4 %  | 15,4 %  | 9,8 %   | 8,4 %       | 6,2 %  | 2,0 % | 2,0 %  | 2,0 %  | 1,5 %    | 2,7 %  | 1,4 %   | 1,8 % | 1,5 % | 2,3 %  | 0,3 %  |
| 9 juin 2024                                  | Élections fédérales de 2024   | Élections fédérales de 2024                | Élections fédérales de 2024   | 23,15 % | 18,60 % | 16,75 % | 11,30 % | 9,52 %      | 6,58 % | -     | 4,78 % | 2,79 % | -        | 2,46 % | -       | -     | -     | 4,07 % | 4,55 % |
| 9 juin 2024                                  | Élections régionales de 2024, | Élections régionales de 2024,              | Élections régionales de 2024, | 25,95 % | 22,05 % | 20,92 % | 9,85 %  | 10,68 %     | 5,70 % | -     | -      | -      | -        | -      | -       | -     | -     | 4,85 % | 5,90 % |

### Flandre
| Date                 | Sondeur                      | Source                                    | Échantillon                  | N-VA    | VB      | Vooruit | CD&V    | Open Vld | PVDA   | Groen  | Autres | Écart  |
| -------------------- | ---------------------------- | ----------------------------------------- | ---------------------------- | ------- | ------- | ------- | ------- | -------- | ------ | ------ | ------ | ------ |
| Date                 | Sondeur                      | Source                                    | Échantillon                  |         |         |         |         |          |        |        | Autres | Écart  |
| 27 mai-3 juin 2025   | Ipsos                        | Le Soir, RTL TVI, Het Laatste Nieuws, VTM | 1 000                        | 26,3 %  | 22,8 %  | 13,4 %  | 14,5 %  | 6,1 %    | 8,9 %  | 7,4 %  | 0,6 %  | 3,5 %  |
| 23 mai 2025          | ULB, UAntwerpen              | VRT, de Standaard, RTBF                   | 2 278                        | 26,6 %  | 20,6 %  | 14,8 %  | 13,7 %  | 5,7 %    | 8,9 %  | 7.3 %  | 2,1 %  | 6,0 %  |
| 4-11 mars 2025       | Ipsos                        | Le Soir, RTL TVI, Het Laatste Nieuws, VTM | 1 000                        | 25,5 %  | 25,7 %  | 14,3 %  | 11,7 %  | 6,0 %    | 10,0 % | 6,6 %  | 0,2 %  | 0,2 %  |
| 18-21 novembre 2024  | Ipsos                        | Le Soir, RTL TVI, Het Laatste Nieuws, VTM | 1 000                        | 24,6 %  | 23,5 %  | 15,5 %  | 13,3 %  | 7,2 %    | 7,9 %  | 6,9 %  | 1,1 %  | 1,1 %  |
| 11-17 septembre 2024 | Ipsos                        | Le Soir, RTL TVI, Het Laatste Nieuws, VTM | 1 000                        | 26,7 %  | 23,2 %  | 14,8 %  | 11,3 %  | 6,8 %    | 8,9 %  | 6,5 %  | 1,8 %  | 3,5 %  |
| 9 juin 2024          | Élections fédérales de 2024  | Élections fédérales de 2024               | Élections fédérales de 2024  | 25,56 % | 21,81 % | 13,02 % | 12,81 % | 8,75 %   | 8,16 % | 7,46 % | 2,43 % | 3,75 % |
| 9 juin 2024          | Élections régionales de 2024 | Élections régionales de 2024              | Élections régionales de 2024 | 23,88 % | 22,66 % | 13,85 % | 13,04 % | 8,33 %   | 8,31 % | 7,29 % | 2,64 % | 1,22 % |

### Projection en sièges
| Date                                         | Sondeur                     | Médias                                    | N-VA | Vlaams Belang | MR | PS | PVDA/ PTB | Les Engagés | Vooruit | CD&V | Open Vld | Groen | Ecolo | DéFI | Autres | Écart | Majorité | Opposition | Écart |
| -------------------------------------------- | --------------------------- | ----------------------------------------- | ---- | ------------- | -- | -- | --------- | ----------- | ------- | ---- | -------- | ----- | ----- | ---- | ------ | ----- | -------- | ---------- | ----- |
| Date                                         | Sondeur                     | Médias                                    |      |               |    |    |           |             |         |      |          |       |       |      | Autres | Écart |          |            | Écart |
| 27 mai-3 juin 2025                           | Ipsos                       | Le Soir, RTL TVI, Het Laatste Nieuws, VTM | 25   | 21            | 16 | 19 | 19        | 10          | 13      | 13   | 4        | 5     | 5     | 0    | 0      | 4     | 77       | 73         | 4     |
| 23 mai 2025                                  | ULB, UAntwerpen             | VRT, de Standaard, RTBF                   | 26   | 18            | 18 | 16 | 17        | 13          | 14      | 12   | 4        | 6     | 5     | 1    | 0      | 8     | 83       | 67         | 16    |
| Le parti lib.res est fondé le 24 avril 2025. |                             |                                           |      |               |    |    |           |             |         |      |          |       |       |      |        |       |          |            |       |
| 4-11 mars 2025                               | Ipsos                       | Le Soir, RTL TVI, Het Laatste Nieuws, VTM | 25   | NC            | 16 | NC | NC        | 11          | 13      | 10   | 4        | NC    | NC    | NC   | NC     | NC    | 75       | 75         | 0     |
| 18-21 novembre 2024                          | Ipsos                       | Le Soir, RTL TVI, Het Laatste Nieuws, VTM | 24   | 23            | 16 | 17 | 16        | 14          | 14      | 11   | 5        | 5     | 4     | 1    | 0      | 1     | 79       | 71         | 8     |
| 11-17 septembre 2024                         | Ipsos                       | Le Soir, RTL TVI, Het Laatste Nieuws, VTM | 26   | 23            | 17 | 15 | 17        | 15          | 13      | 10   | 5        | 4     | 4     | 1    | 0      | 3     | 81       | 69         | 12    |
| 9 juin 2024                                  | Élections fédérales de 2024 | Élections fédérales de 2024               | 24   | 20            | 19 | 16 | 15        | 14          | 13      | 11   | 8        | 7     | 2     | 1    | 0      | 4     | 81       | 69         | 12    |